# Sostenes Macedoński
Sostenes (gr.: Σωσθένης , Sōsthénēs) (zm. 277 p.n.e.) – strategos Macedonii od 279 p.n.e. do swej śmierci. 
W r. 280 p.n.e. Sostenes, za panowania króla Lizymacha, był prawdopodobnie oficerem w Tracji. W r. 279 p.n.e., po porażce i śmierci króla Ptolemeusza II Keraunosa w bitwie z Celtami, zebrał dalsze siły i skutecznie powstrzymał dalszy pochód wrogów. Uratował w ten sposób zapewne tylko dolną Macedonię. Celtowie przemaszerowali przez zachodnią część kraju, niszcząc i łupiąc po drodze. Najechali Ilirię i powrócili na północ. Macedończycy będąc w trudnej sytuacji wybrali na królów, by potem usunąć ich z tronu, najpierw Meleagra, potem Antypatra II Etezjasza. Postanowili wówczas zerwać z tradycją i okrzyknęli królem Sostenesa. Ten jednak nakazał im, by złożyli mu przysięgę na wierność nie jako królowi, lecz jako wodzowi. Jako następcę Antypatra II obrano Ptolemeusza III, syna króla Lizymacha i Arsinoe II. Sostenes był de facto władcą Macedonii. Antypater II Etezjasz, pomimo usunięcia z tronu, nadal dzierżył część kraju. Latem r. 279 p.n.e. Celtowie, pod wodzą Brennusa, ponownie wkroczyli na górną Macedonię. Grabili bezbronne jej krainy. Sostenes postanowił stawić im czoło ze swą regularną armią. Wydam im walną bitwę, w której został pokonany. Celtowie jednak ponieśli w niej straty. Macedonia została złupiona doszczętnie, a ludność schroniła w silnie ufortyfikowanych miastach. Sostenes prawdopodobnie zmarł w r. 277 p.n.e. Król Ptolemeusz III, prawdopodobnie po utracie swego popularnego wodza, został usunięty z tronu na rzecz brata przyrodniego, Aleksandra VI Arridajosa.